# Уваги до сучасної української літературної мови
«Ува́ги до суча́сної украї́нської літерату́рної мо́ви» — книга української мовознавиці Олени Курило, присвячена стилістиці, фразеології та синтаксису української мови. 
Перше видання вийшло друком 1920 року (47 с.). Обсяг книжки значно збільшився в 2-му виданні 1923 року (до 118 с.). Остаточних обрисів набула 1925 року, коли з'явилося 3-є видання обсягом 250 с., яке й набуло статусу одного з найкращих за всі часи підручника зі стилістики української мови. Саме на 3-му виданні базувалися всі пізніші передруки (1942; 1960; останній — 2008).
Юрій Шевельов у розвідці про Олену Курило писав, що «головне в наслідок появи» цієї книжки «неминущим і досі лишився її [Курило] вплив на українську синтаксу, фразеологію й почасти словотвір», «у широкій, колективній нормалізаційній праці тих років чи не на перше місце треба поставити поруч О.Синявського (...) і Ганцова (...) – Курило в царинах фахового словництва, словотвору, синтакси й фразеології. Без діяльности цих трьох визначних мовознавців сучасна українська літературна мова мала б дещо інший характер і цього не вдалося змінити навіть пізнішими мовними чистками в УССР. Наслідки праці цих мовознавців не викорчувані і не можуть бути викорчувані, (...) бо їхня праця спиралася не на фантазії й суб’єктивні забаганки, а на факти й тенденції розвитку живої народної та інтелігентської мови; і також –  бо вони самі мали наукову лінгвістичну кваліфікацію, лінгвістичну обдарованість і почуття відповідальности за роблене». На думку Шевельова, саме ця книга «визначила шлях розвитку української літературної мови» у багатьох питаннях, зокрема: заперечення вживання активних дієприкметників на -чий, -ший і пасивних на -мий, перевага інфінітива над віддієслівними іменниками, розмежування віддієслівних іменників з нульовим суфіксом, суфіксом -к- і суфіксом -ння, межі вживання прийменника по і його замін, керування дієслів.
Як запевняють сучасні видавці книжкии, це «неоціненний мовний порадник, що його варто мати напохваті кожному, хто пише бодай кілька рядків на день: школяреві, студентові, викладачеві, письменникові, урядовцеві; книжка, яка кожного навчить дотримуватись не тільки граматики, а й духу української мови».